# Steve Hollings
Steve Hollings (eigentlich Stephen Charles Hollings; * 23. November 1946 in Wakefield) ist ein ehemaliger britischer Hindernisläufer.
Bei den Olympischen Spielen 1972 in München schied er über 3000 m Hindernis im Vorlauf aus.
1974 wurde er bei den British Commonwealth Games in Christchurch für England startend Siebter.
1972 und 1973 wurde er Englischer Meister, 1977 Neuseeländischer Meister. Seine persönliche Bestzeit von 8:27,8 min stellte er am 5. August 1973 in Oslo auf.